# Waeta Ben Tabusasi
Waeta Ben Tabusasi, född 1946, var guvernör i provinsen Guadalcanal i Salomonöarna december 2002 – 3 december 2004. Han efterträddes av Abel Arabola.
Tabusasi var också talman i Salomonöarnas parlament 1989-1993.